# Pirodrilus parviatriatus
Pirodrilus parviatriatus är en ringmaskart som först beskrevs av Cook 1971.  Pirodrilus parviatriatus ingår i släktet Pirodrilus och familjen glattmaskar. Inga underarter finns listade i Catalogue of Life.